# Puchar Narodów Afryki 2013 (kwalifikacje)
W eliminacjach do Pucharu Narodów Afryki 2013 brało udział 46 afrykańskich reprezentacji państwowych. W kwalifikacjach nie uczestniczyli gospodarze turnieju: Południowa Afryka.

## Format rozgrywek
W 2010 roku CAF postanowiła, że kolejne turnieje będą odbywały się nie w latach parzystych jak dotychczas, lecz od 2013 roku w latach nieparzystych. Dlatego eliminacje do PNA 2013 musiały zostać rozegrane w bardzo szybkim tempie kilkumiesięcznym, tuż po zakończeniu turnieju PNA 2012. W związku z tym zrezygnowano z klasycznego systemu eliminacji prowadzonej w grupach, a zdecydowano się na dwumecze. Formuła kwalifikacji wyglądała następująco:
Pierwsza faza kwalifikacji, w której wystąpiły najniżej rozstawione reprezentacje afrykańskie.
Druga faza kwalifikacji, gdy dołączyły zespoły, które nie zakwalifikowały się na PNA 2012.
Trzecia (decydująca) faza kwalifikacji, została rozegrana pomiędzy zwycięzcami drugiej rundy a finalistami Pucharu Narodów Afryki 2012. Piętnaście par (trzydzieści zespołów) walczyło o awans do Pucharu Narodów Afryki 2013. Decydujące mecze zostały rozegrane we wrześniu i październiku 2012 roku.

## Uczestnicy kwalifikacji
| Rozpoczynający eliminacje w I fazie                             | Rozpoczynający eliminacje w II fazie | Rozpoczynający eliminacje w III fazie |
| --------------------------------------------------------------- | --- | --- |
| - Seszele - Suazi - Lesotho - Wyspy Świętego Tomasza i Książęca | - Rwanda - Liberia - Nigeria - Gwinea Bissau - Republika Środkowoafrykańska - Republika Zielonego Przylądka - Egipt - Zimbabwe - Kamerun - Malawi - Gambia - Algieria - Benin - Demokratyczna Republika Konga - Namibia - Madagaskar - Kenia - Tanzania - Burundi - Czad - Kongo - Mozambik - Etiopia - Togo - Sierra Leone - Uganda | - Ghana - Angola - Zambia - Wybrzeże Kości Słoniowej - Burkina Faso - Mali - Tunezja - Maroko - Sudan - Gwinea - Senegal - Libia - Botswana - Niger - Gabon - Gwinea Równikowa |

W eliminacjach uczestniczy kadra Libii - pierwotny gospodarz turnieju, któremu następnie odebrano organizacje PNA 2013.
W eliminacjach nie wzięły udziału reprezentacje  Dżibuti,  Erytrea,  Reunion,  Somalia,  Zanzibar,  Komory,  Mauritius,  Mauretania

## Rozgrywki eliminacji

### Pierwsza faza
Początek pierwszej rundy eliminacji nastąpił 8 stycznia 2012. Zwycięzcy dwumeczu awansowali do drugiej fazy.
| Drużyna 1                            | Wynik dwumeczu | Drużyna 2 | Pierwszy mecz | Drugi mecz |
| ------------------------------------ | -------------- | --------- | ------------- | ---------- |
| Seszele                              | wo. *          | Suazi     | ---           | ---        |
| Wyspy Świętego Tomasza i Książęca    | 1:0            | Lesotho   | 1:0           | 0:0        |
| Po lewej gospodarz pierwszego meczu. |                |           |               |            |

- Mecz Seszele - Suazi został odwołany, jako że reprezentacja państwa Suazi wycofała się z udziału w eliminacjach z powodu kłopotów finansowych. Tym samym Seszele automatycznie awansowały do drugiej fazy.

| 15 stycznia 2012 16:30 | Wyspy Świętego Tomasza i Książęca · Jair 3' (k.) | 1:0(1:0) | Lesotho | Estádio Nacional 12 de Julho, São Tomé |
|                        |                                                  |          |         |                                        |

| 22 stycznia 2012 14:00 | Lesotho | 0:0 | Wyspy Świętego Tomasza i Książęca | Setsoto Stadium, Maseru |
|                        |         |     |                                   |                         |

### Druga faza
Początek drugiej rundy eliminacji nastąpił 29 lutego 2012. Zwycięzcy dwumeczu awansowali do trzeciej fazy.
| Drużyna 1                            | Wynik dwumeczu | Drużyna 2                     | Pierwszy mecz | Drugi mecz  |
| ------------------------------------ | -------------- | ----------------------------- | ------------- | ----------- |
| Rwanda                               | 0:2            | Nigeria                       | 0:0           | 0:2         |
| Egipt                                | 3:4            | Republika Środkowoafrykańska  | 2:3           | 1:1         |
| Gwinea Bissau                        | 0:2            | Kamerun                       | 0:1           | 0:1         |
| Gambia                               | 2:6            | Algieria                      | 1:2           | 1:4         |
| Liberia                              | 1:0            | Namibia                       | 1:0           | 0:0         |
| Etiopia                              | 1:1 (br.wyj.)  | Benin                         | 0:0           | 1:1         |
| Kongo                                | 3:5            | Uganda                        | 3:1           | 0:4         |
| Burundi                              | 2:2 (br.wyj.)  | Zimbabwe                      | 2:1           | 0:1         |
| Kenia                                | 2:2 (br.wyj.)  | Togo                          | 2:1           | 0:1         |
| Wyspy Świętego Tomasza i Książęca    | 4:5            | Sierra Leone                  | 2:1           | 2:4         |
| Czad                                 | 3:4            | Malawi                        | 3:2           | 0:2         |
| Seszele                              | 0:7            | Demokratyczna Republika Konga | 0:4           | 0:3         |
| Tanzania                             | 2:2 (kar.7:8)  | Mozambik                      | 1:1           | 1:1 (dogr.) |
| Madagaskar                           | 1:7            | Republika Zielonego Przylądka | 0:4           | 1:3         |
| Po lewej gospodarz pierwszego meczu. |                |                               |               |             |

| 29 lutego 2012 14:30 | Rwanda | 0:0 | Nigeria | Stade Régional Nyamirambo, Kigali |
|                      |        |     |         |                                   |

| 16 czerwca 2012 17:00 | Nigeria · Uche 9' · Musa 56' | 2:0(1:0) | Rwanda | U. J. Esuene Stadium, Calabar |
|                       |                              |          |        |                               |

| 15 czerwca 2012 20:00 | Egipt · Zidan 10' · Salah 48' | 2:3(1:1) | Republika Środkowoafrykańska · 26', 63' Momi · 71' Manga | Stadion Borg El Arab, Aleksandria |
|                       |                               |          |                                                          |                                   |

| 30 czerwca 2012 16:00 | Republika Środkowoafrykańska · Kéthévoama 24' | 1:1(1:0) | Egipt · 71' Motaeb | Barthélemy Boganda Stadium, Bangui |
|                       |                                               |          |                    |                                    |

| 29 lutego 2012 17:30 | Gwinea Bissau | 0:1(0:0) | Kamerun · 90' Choupo-Moting | Estádio 24 de Setembro, Bissau |
|                      |               |          |                             |                                |

| 16 czerwca 2012 16:35 | Kamerun · Moukandjo 80' | 1:0(0:0) | Gwinea Bissau | Stade Omnisports, Jaunde |
|                       |                         |          |               |                          |

| 29 lutego 2012 17:30 | Gambia · Ceesay 27' | 1:2(1:0) | Algieria · 56' Yahia · 58' Feghouli | Independence Stadium, Bakau |
|                      |                     |          |                                     |                             |

| 15 czerwca 2012 21:20 | Algieria · Kadir 1' · Slimani 6', 48', 64' | 4:1(2:1) | Gambia · 14' Gassama | Stade Mustapha Tchaker, Al-Bulajda |
|                       |                                            |          |                      |                                    |

| 29 lutego 2012 17:00 | Liberia · Williams 67' | 1:0(0:0) | Namibia | Antoinette Tubman Stadium, Monrovia |
|                      |                        |          |         |                                     |

| 16 czerwca 2012 19:30 | Namibia | 0:0 | Liberia | Independence Stadium, Windhuk |
|                       |         |     |         |                               |

| 29 lutego 2012 14:00 | Etiopia | 0:0 | Benin | Addis Abeba Stadium, Addis Abeba |
|                      |         |     |       |                                  |

| 17 czerwca 2012 17:00 | Benin · Poté 20' | 1:1(1:1) | Etiopia · 45' Girma | Stade de l’Amitié, Kotonu |
|                       |                  |          |                     |                           |

| 29 lutego 2012 15:30 | Kongo · Ondama 1' · Oniangué 77' (k.), 85' | 3:1(1:1) | Uganda · 29' Sserumaga | Stade Municipal, Pointe-Noire |
|                      |                                            |          |                        |                               |

| 16 czerwca 2012 15:00 | Uganda · Mwesigwa 33' · Walusimbi 51' (k) · Massa 63' · Okwi 86' | 4:0(1:0) | Kongo | Nelson Mandela National Stadium, Kampala |
|                       |                                                                  |          |       |                                          |

| 29 lutego 2012 14:30 | Burundi · Mavugo 46' · Nahayo 90+5' | 2:1(0:0) | Zimbabwe · 65' Musona | Stade Prince Louis Rwagasore, Bużumbura |
|                      |                                     |          |                       |                                         |

| 17 czerwca 2012 15:00 | Zimbabwe · Musona 36' | 1:0(1:0) | Burundi | Narodowy Stadion Sportowy, Harare |
|                       |                       |          |         |                                   |

| 29 lutego 2012 15:00 | Kenia · Situma 24' · Wanga 66' | 2:1(1:1) | Togo · 42' Boukari | Nyayo National Stadium, Nairobi |
|                      |                                |          |                    |                                 |

| 17 czerwca 2012 17:30 | Togo · Gakpé 61' | 1:0(0:0) | Kenia | Stade de Kégué, Lomé |
|                       |                  |          |       |                      |

| 29 lutego 2012 16:00 | Wyspy Świętego Tomasza i Książęca · Jair 65' (k.) · Caulker 86' (sam.) | 2:1(0:0) | Sierra Leone · 55' Al-Hadji Kamara | Estádio Nacional 12 de Julho, São Tomé |
|                      |                                                                        |          |                                    |                                        |

| 16 czerwca 2012 18:30 | Sierra Leone · K. Kamara 17', 33' · Bangura 21', 40' | 4:2(4:1) | Wyspy Świętego Tomasza i Książęca · Jair 2' · Varela 47' | Stadion Narodowy, Freetown |
|                       |                                                      |          |                                                          |                            |

| 29 lutego 2012 15:00 | Czad · Labbo 38' · Leger 45+3', 53' | 3:2(2:1) | Malawi · 42', 67' Nyondo | Stade Nacional, Ndżamena |
|                      |                                     |          |                          |                          |

| 16 czerwca 2012 14:30 | Malawi · Banda 31' · Kamwendo 73' | 2:0(1:0) | Czad | Kamuzu Stadium, Blantyre |
|                       |                                   |          |      |                          |

| 29 lutego 2012 14:30 | Seszele | 0:4(0:2) | Demokratyczna Republika Konga · 11', 48' Kaluyituka · 28' Mputu · 90' Basilua | Stade Linité, Roche Caiman |
|                      |         |          |                                                                               |                            |

| 17 czerwca 2012 16:30 | Demokratyczna Republika Konga · Mbokani 38' · Mpeko 45' · Déo Kanda 84' | 3:0(2:0) | Seszele | Stade des Martyrs, Kinszasa |
|                       |                                                                         |          |         |                             |

| 29 lutego 2012 14:00 | Tanzania · Kazimoto 42' | 1:1(1:1) | Mozambik · 23' Clésio | Benjamin Mkapa National Stadium, Dar es Salaam |
|                      |                         |          |                       |                                                |

| 17 czerwca 2012 15:00 | Mozambik · Sitoe 10' | 1:1 pd. k. 8:7(1:0) | Tanzania · 90+2' Morris | Estádio da Machava, Maputo |
|                       |                      |                     |                         |                            |

| 29 lutego 2012 12:30 | Madagaskar | 0:4(0:2) | Republika Zielonego Przylądka · 11' Mendes · 39' Dady · 77' F. Varela · 81' T. Varela | Stade Municipal de Mahamasina, Antananarywa |
|                      |            |          |                                                                                       |                                             |

| 16 czerwca 2012 19:30 | Republika Zielonego Przylądka · Mendes 9' · Djaniny 55' · Zé Luís 81' | 3:1(1:0) | Madagaskar · 83' Voavy | Estádio da Várzea, Praia |
|                       |                                                                       |          |                        |                          |

### Trzecia faza
Losowanie odbyło się 5 lipca 2012 w Johannesburgu. Pierwsze spotkania trzeciej fazy eliminacji odbyły się 8 września 2012, a rewanże 13 i 14 października 2012. Zwycięzcy dwumeczu zakwalifikowali się do Pucharu Narodów Afryki 2013.
| Drużyna 1                            | Wynik dwumeczu | Drużyna 2        | Pierwszy mecz | Drugi mecz |
| ------------------------------------ | -------------- | ---------------- | ------------- | ---------- |
| Mali                                 | 7:1            | Botswana         | 3:0           | 4:1        |
| Zimbabwe                             | 3:3 (br.wyj.)  | Angola           | 3:1           | 0:2        |
| Ghana                                | 3:0            | Malawi           | 2:0           | 1:0        |
| Liberia                              | 3:8            | Nigeria          | 2:2           | 1:6        |
| Zambia                               | 1:1 (kar.9:8)  | Uganda           | 1:0           | 0:1(dogr.) |
| Republika Zielonego Przylądka        | 3:2            | Kamerun          | 2:0           | 1:2        |
| Mozambik                             | 2:4            | Maroko           | 2:0           | 0:4        |
| Sierra Leone                         | 2:2 (br.wyj.)  | Tunezja          | 2:2           | 0:0        |
| Gwinea                               | 1:2            | Niger            | 1:0           | 0:2        |
| Sudan                                | 5:5 (br.wyj.)  | Etiopia          | 5:3           | 0:2        |
| Libia                                | 0:3            | Algieria         | 0:1           | 0:2        |
| Wybrzeże Kości Słoniowej             | 6:2            | Senegal          | 4:2           | 2:0        |
| Demokratyczna Republika Konga        | 5:2            | Gwinea Równikowa | 4:0           | 1:2        |
| Gabon                                | 2:3            | Togo             | 1:1           | 1:2        |
| Republika Środkowoafrykańska         | 2:3            | Burkina Faso     | 1:0           | 1:3        |
| Po lewej gospodarz pierwszego meczu. |                |                  |               |            |

| 8 września 2012 19:00 | Mali · Diabaté 27' (k) · N’Diaye 53' · Maïga 77' | 3:0(1:0) | Botswana | Stade 26 mars, Bamako |
|                       |                                                  |          |          |                       |

| 13 października 2012 15:00 | Botswana · Sembowa 88' | 1:4(0:1) | Mali · 29' Diabaté · 56' Maïga · 72' Samassa · 82' Traoré | Botswana National Stadium, Gaborone |
|                            |                        |          |                                                           |                                     |

| 9 września 2012 15:00 | Zimbabwe · Mateus 4' (sam.) · Billiat 21' · Gutu 35' | 3:1(3:0) | Angola · 56' Djalma | Narodowy Stadion Sportowy, Harare |
|                       |                                                      |          |                     |                                   |

| 14 października 2012 17:00 | Angola · Manucho 5', 7' | 2:0(2:0) | Zimbabwe | Estádio Nacional de Ombaka, Benguela |
|                            |                         |          |          |                                      |

| 8 września 2012 17:00 | Ghana · Atsu 8' · Annan 53' | 2:0(1:0) | Malawi | Ohene Djan Sports Stadium, Akra |
|                       |                             |          |        |                                 |

| 13 października 2012 14:30 | Malawi | 0:1(0:1) | Ghana · 3' Acquah | Kamuzu Stadium, Blantyre |
|                            |        |          |                   |                          |

| 8 września 2012 20:00 | Liberia · Roberts 8' · Oliseh 66' | 2:2(1:2) | Nigeria · 22' Igiebor · 26' (k) Uche | Samuel Kanyon Doe Sports Complex, Paynesville |
|                       |                                   |          |                                      |                                               |

| 13 października 2012 17:00 | Nigeria · Ambrose 2' · Musa 38' · Moses 47', 86' · Mikel 52' (k) · Uche 72' | 6:1(2:0) | Liberia · 81' Wleh | Abuja Stadium, Abudża |
|                            |                                                                             |          |                    |                       |

| 8 września 2012 15:00 | Zambia · Katongo 20' | 1:0(1:0) | Uganda | Levy Mwanawasa Stadium, Ndola |
|                       |                      |          |        |                               |

| 13 października 2012 15:05 | Uganda · Massa 27' | 1:0 pd. k. 8:9(1:0) | Zambia | Nelson Mandela National Stadium, Kampala |
|                            |                    |                     |        |                                          |

| 8 września 2012 19:00 | Republika Zielonego Przylądka · Ricardo 22' · Djaniny 61' | 2:0(1:0) | Kamerun | Estádio da Várzea, Praia |
|                       |                                                           |          |         |                          |

| 14 października 2012 16:00 | Kamerun · Emana 22' · Olinga 90+4' | 2:1(1:1) | Republika Zielonego Przylądka · 12' Héldon | Stade Omnisports, Jaunde |
|                            |                                    |          |                                            |                          |

| 9 września 2012 15:00 | Mozambik · Manuelito II 74' · Pelembe 90+3' | 2:0(0:0) | Maroko | Estádio do Zimpeto, Maputo |
|                       |                                             |          |        |                            |

| 13 października 2012 22:00 | Maroko · Barrada 39' · Kharja 64' (k) · El-Arabi 85' · Amrabat 90+4' | 4:0(1:0) | Mozambik | Stade Mohamed V, Casablanca |
|                            |                                                                      |          |          |                             |

| 8 września 2012 18:40 | Sierra Leone · Suma 8' · A. Kamara 84' | 2:2(1:0) | Tunezja · 64' Gharbi · 88' Msakni | Stadion Narodowy, Freetown |
|                       |                                        |          |                                   |                            |

| 13 października 2012 20:15 | Tunezja | 0:0 | Sierra Leone | Stadion Olimpijski, Radis |
|                            |         |     |              |                           |

| 9 września 2012 19:00 | Gwinea · Yattara 50' | 1:0(0:0) | Niger | Stade de Nongo, Konakry |
|                       |                      |          |       |                         |

| 14 października 2012 17:00 | Niger · Chikoto 74' · Garba 85' | 2:0(0:0) | Gwinea | Stade Général Seyni Kountché, Niamey |
|                            |                                 |          |        |                                      |

| 8 września 2012 19:00 | Sudan · Mudathir El Tahir 8' · Bashir 27' · Omer 36' · Muhannad Tahir 85' (k), 90+2' | 5:3(3:1) | Etiopia · 15', 50' Kebede · 69' Girma | Stade de Khartoum, Chartum |
|                       |                                                                                      |          |                                       |                            |

| 14 października 2012 15:00 | Etiopia · Girma 61' · Said 64' | 2:0(0:0) | Sudan | Addis Abeba Stadium, Addis Abeba |
|                            |                                |          |       |                                  |

| 9 września 2012 19:00 | Libia | 0:1(0:0) | Algieria · 89' Soudani | Stade Larbi Zaouli, Casablanca |
|                       |       |          |                        |                                |

| 14 października 2012 21:30 | Algieria · Soudani 6' · Slimani 7' | 2:0(2:0) | Libia | Stadion 5 Lipca 1962, Algier |
|                            |                                    |          |       |                              |

| 8 września 2012 19:00 | Wybrzeże Kości Słoniowej · Kalou 45' · Gervinho 65' · Drogba 81' (k) · Gradel 85' | 4:2(1:1) | Senegal · 35' N’Doye · 60' Cissé | Stade Félix Houphouët-Boigny, Abidżan |
|                       |                                                                                   |          |                                  |                                       |

| 13 października 2012 20:30 | Senegal | 0:2(0:0) | Wybrzeże Kości Słoniowej · 52', 71' (k) Drogba | Stade Leopold Senghor, Dakar |
|                            |         |          |                                                |                              |

1. ↑  Mecz przerwany w 77 minutcie z powodu zamieszek.

| 9 września 2012 16:30 | Demokratyczna Republika Konga · Mbokani 55', 74', 81' · Déo Kanda 64' | 4:0(0:0) | Gwinea Równikowa | Stade des Martyrs, Kinszasa |
|                       |                                                                       |          |                  |                             |

| 14 października 2012 19:00 | Gwinea Równikowa · Balboa 23' · Konaté 35' | 2:1(2:1) | Demokratyczna Republika Konga · 43' Mputu | Nuevo Estadio de Malabo, Malabo |
|                            |                                            |          |                                           |                                 |

| 8 września 2012 16:30 | Gabon · Cousin 64' | 1:1(0:0) | Togo · 83' Adebayor | Stade d’Angondjé, Libreville |
|                       |                    |          |                     |                              |

| 14 października 2012 17:35 | Togo · Wome 36' · Adebayor 57' | 2:1(1:0) | Gabon · 80' Cousin | Stade de Kégué, Lomé |
|                            |                                |          |                    |                      |

| 8 września 2012 16:00 | Republika Środkowoafrykańska · Mabidé 21' | 1:0(1:0) | Burkina Faso | Barthélemy Boganda Stadium, Bangi |
|                       |                                           |          |              |                                   |

| 14 października 2012 20:00 | Burkina Faso · Traoré 18', 90+6' · Dagano 40' (k) | 3:1(2:1) | Republika Środkowoafrykańska · 7' Manga | Stadion 4 Sierpnia, Wagadugu |
|                            |                                                   |          |                                         |                              |

## Strzelcy
4 gole
- Dieumerci Mbokani
- Islam Slimani

3 gole
- Didier Drogba
- Adane Girma
- Jair
- Ikechukwu Uche

2 gole
25 zawodników
1 gol
99 zawodników
Samobójcze
- Christian Caulker dla Wysp Świętego Tomasza i Książęcej
- Mateus dla Zimbabwe